# 柳江人
柳江人是中国境内年代较早的晚期智人代表，1958年，旧石器时代化石-柳江人在廣西省柳江县通天岩洞穴中被发现。柳江人是中国以至整个东亚晚期智人（即解剖学意义上的现代人）化石的罕见发现之一。根据2024年南京师范大学教授邵庆丰的铀系法测定，其年代为2.3万至2.2万年前，符合人類單地起源說。柳江人约属于旧石器时代晚期，得名于化石发现地，广西壮族自治区柳江县。

## 发现过程
1958年冬，广西壮族自治区柳江县新兴农场职工在一个叫做通天岩（Tongtianyan）的山洞附近的一个小洞穴里挖出了一个完整的头骨，农场场长李殿将其上交给有关部门。中国科学院古脊椎动物与古人类研究所的李有恒等又在此发现了其他的人类及动物化石标本。

## 体质特征
柳江人的化石标本包括一个完整的颅骨、两段股骨、四段肋骨、第9至第12腰椎、五块腰椎、完整的骶骨以及髋骨。这些化石可能属于不同的个体。有学者认为柳江人颅骨所代表的个体应当是一个男性，额结节和顶结节发育较弱，眉弓发育。额骨明显后倾，前囟点的位置比现代人的靠后，额骨下部有微弱的矢状嵴。面部短宽，上面部比较扁平。明显的低眶，鼻骨宽大而且扁平，梨状孔短阔，鼻根部略有凹陷。
股骨比较纤细，可能代表一位女性，依据股骨估计其身高约为157厘米。
日本的港川人與柳江人體質最接近。

## 年代测定
根据2024年南京师范大学教授邵庆丰的铀系法测定，其年代为2.3万至2.2万年前，符合人類單地起源說，最早的時間應不超過距今7萬年前的定年。早期研究者的铀系法测定的结果，认为柳江人的定年，最小值为距今约6.7万年，最大值距今约22.7万年～10.1万年。

## 其他遗存
柳江人遗址中，没有发现与化石共存的文化遗物。伴生动物有大熊猫、中国犀、东方剑齿象、箭猪等，属于华南地区中、晚更新世常见的“大熊猫-剑齿象”动物群。

## 扩展阅读
- 山顶洞人
- 田园洞人
- 吴汝康. . 古脊椎动物与古人类. 1959, 3.
- 韩德芬, 张森水. . 古脊椎动物与古人类. 1978, 4.
- 原思训, 陈铁梅, 高世君. . 人类学学报. 1986, 2.
- 韩康信, 潘其风. . 人类学学报. 1983, 2.
- 吴新智, 张振标, 张建军. . 人类学学报. 1984, 3.
- 陈德珍. . 人类学学报. 1986, 2.
- 吴新智. . 人类学学报. 1987, 3.
- 吴新智. . 人类学学报. 1988, 3.
- 朱芳武, 卢为善, 雷一鸣. . 人类学学报. 1989, 2.
- 刘文, 罗安鹄, 朱芳武, 卢为善, 凌材东, 李富强. . 广西民族研究. 1994, 3.
- 张子模, 漆招进, 朱芳武, 卢为善, 李富强, 凌树东. . 广西民族研究. 1994, 3.
- 李志伟. . 社会科学家. 1998, 6.
- 刘武, 吴秀杰, 汪良. . 人类学学报. 2006, 3.
- 刘武. . 自然科学进展. 2006, 7.
- 刘武, 吴秀杰, 李海军. . 人类学学报. 2007, 4.
- 吴秀杰，刘武，董为，阙介民，王燕芳. . 科学通报. 2008, 13.